# رمزیه باکار
رمزیه باکار (انگلیسی: Remziye Bakır؛ زادهٔ ۲۲ فوریهٔ ۱۹۹۷) بازیکن فوتبال اهل ترکیه است.
وی همچنین در تیم ملی فوتبال Turkey U-19 بازی کرده‌است.